# Ronde van Romandië 2024 (vrouwen)
De derde editie van de Ronde van Romandië voor vrouwen vond plaats van 6 tot 8 september als onderdeel van de UCI Women's World Tour-kalender van 2024. De Nederlandse Demi Vollering was de titelverdedigster. Zij werd opgevolgd door de Belgische wereldkampioene Lotte Kopecky.

## Deelnemers
Alle vijftien World Tourploegen stonden aan de start, aangevuld met één continentale ploeg en de Zwitserse nationale selectie.
| UCI World Tour teams | UCI World Tour teams                                                                           | Overige teams              |
| --- | ---------------------------------------------------------------------------------------------- | -------------------------- |
| AG Insurance-Soudal Canyon-SRAM Ceratizit-WNT DSM-Firmenich PostNL FDJ-SUEZ Fenix-Deceuninck Human Powered Health Lidl-Trek | Liv AlUla Jayco Movistar Roland SD Worx-Protime UAE Team ADQ Visma-Lease a Bike Uno-X Mobility | Cofidis Zwitserse selectie |

## Etappe-overzicht
| Etappe | Datum       | Start             | Finish   | Type      | Afstand  | Winnaar         | Klassementsleider |
| ------ | ----------- | ----------------- | -------- | --------- | -------- | --------------- | ----------------- |
| 1      | 6 september | La Grande Béroche | Lausanne | Heuvelrit | 133,8 km | Elisa Balsamo   | Elisa Balsamo     |
| 2      | 7 september | Chippis           | Vercorin | Bergrit   | 101,9 km | Demi Vollering  | Lotte Kopecky     |
| 3      | 8 september | Morges            | Morges   | Heuvelrit | 144,2 km | Riejanne Markus | Lotte Kopecky     |

## Klassementenverloop
| Etappe       | Winnaar         | Algemeen klassement · | Puntenklassement · | Bergklassement · | Jongerenklassement · | Ploegenklassement | Strijdlust         |
| ------------ | --------------- | --------------------- | ------------------ | ---------------- | -------------------- | ----------------- | ------------------ |
| 1            | Elisa Balsamo   | Elisa Balsamo         | Elisa Balsamo      | Yara Kastelijn   | Noemi Rüegg          | SD Worx-Protime   | Elizabeth Holden   |
| 2            | Demi Vollering  | Lotte Kopecky         | Elisa Balsamo      | Lotte Kopecky    | Gaia Realini         | SD Worx-Protime   | Caroline Andersson |
| 3            | Riejanne Markus | Lotte Kopecky         | Elisa Balsamo      | Lotte Kopecky    | Gaia Realini         | SD Worx-Protime   | Niamh Fisher-Black |
| 0Eindstanden | 0Eindstanden    | Lotte Kopecky         | Elisa Balsamo      | Lotte Kopecky    | Gaia Realini         | SD Worx-Protime   | Niamh Fisher-Black |

Mannen: 1947 · 1948 · 1949 · 1950 · 1951 · 1952 · 1953 · 1954 · 1955 · 1956 · 1957 · 1958 · 1959 · 1960 · 1961 · 1962 · 1963 · 1964 · 1965 · 1966 · 1967 · 1968 · 1969 · 1970 · 1971 · 1972 · 1973 · 1974 · 1975 · 1976 · 1977 · 1978 · 1979 · 1980 · 1981 · 1982 · 1983 · 1984 · 1985 · 1986 · 1987 · 1988 · 1989 · 1990 · 1991 · 1992 · 1993 · 1994 · 1995 · 1996 · 1997 · 1998 · 1999 · 2000 · 2001 · 2002 · 2003 · 2004 · 2005 · 2006 · 2007 · 2008 · 2009 · 2010 · 2011 · 2012 · 2013 · 2014 · 2015 · 2016 · 2017 · 2018 · 2019 · 2020 · 2021 · 2022 · 2023 · 2024 · 2025
Vrouwen: 2022 · 2023 · 2024 · 2025
Tour Down Under ·
Cadel Evans Great Ocean Road Race ·
Ronde van de Verenigde Arabische Emiraten ·
Omloop Het Nieuwsblad ·
Strade Bianche ·
Ronde van Drenthe ·
Trofeo Alfredo Binda-Comune di Cittiglio ·
Brugge-De Panne ·
Gent-Wevelgem ·
Ronde van Vlaanderen ·
Parijs-Roubaix ·
Amstel Gold Race ·
Waalse Pijl ·
Luik-Bastenaken-Luik ·
Ronde van Spanje ·
Ronde van het Baskenland ·
Ronde van Burgos ·
RideLondon Classic ·
Ronde van Groot-Brittannië ·
Ronde van Zwitserland ·
Ronde van Italië ·
Ronde van Frankrijk ·
GP de Plouay-Bretagne ·
Ronde van Romandië ·
Simac Ladies Tour ·
Ronde van Chongming ·
Ronde van Guangxi
Afgelaste wedstrijden: Ronde van Scandinavië